# Jens Rachut

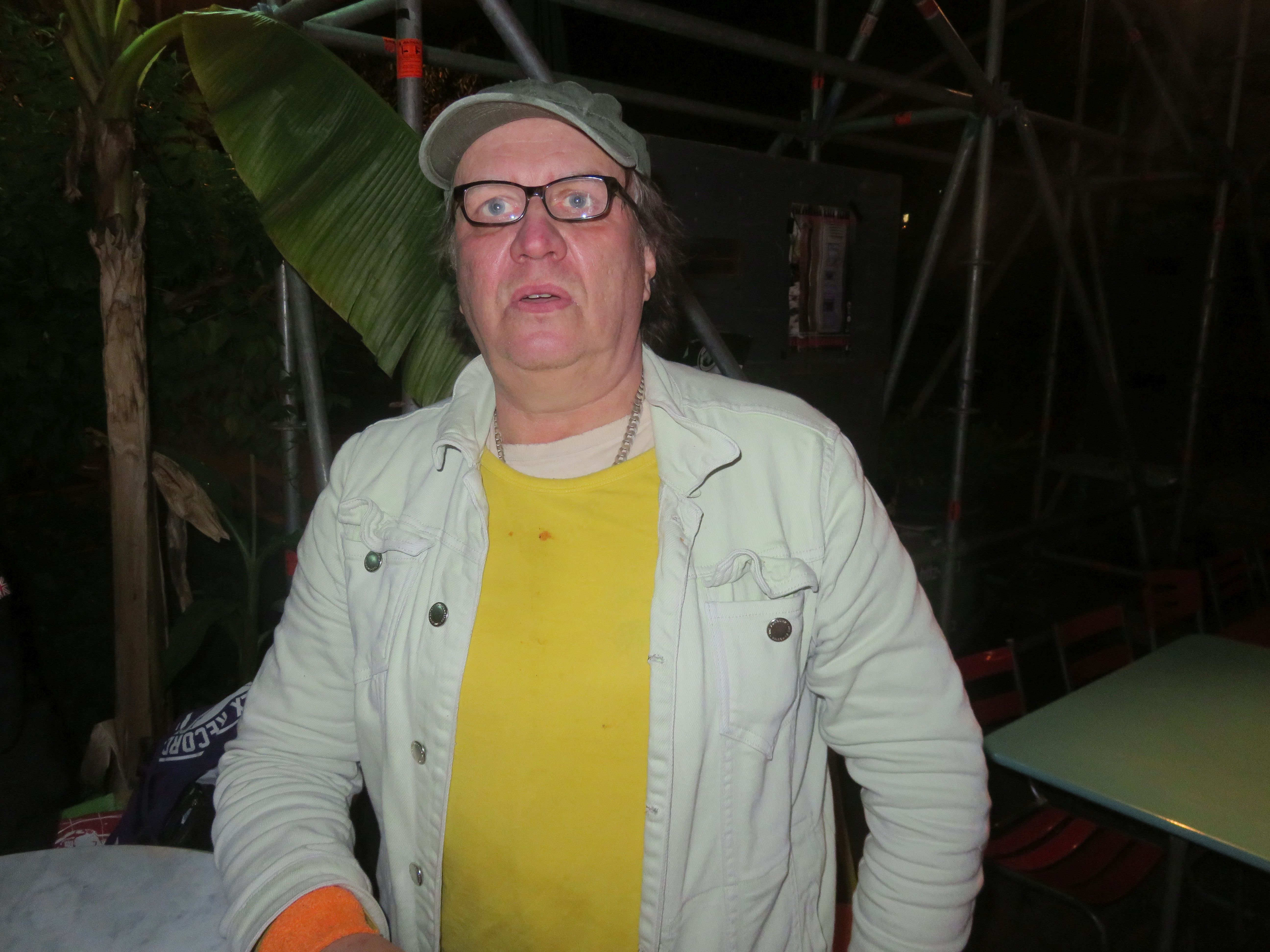
Jens Rachut (2021)

Jens Rachut (* 1954 in Hamburg) ist ein deutscher Musiker, Hörspielautor und Theaterschauspieler. Er gilt als eine Schlüsselfigur der deutschen Punkszene.

## Leben
Rachut wuchs bei seiner alleinerziehenden Mutter und seiner Großmutter auf. Seinen Vater, einen Holländer, der bei der NASA arbeitete, lernte er nie kennen. Im Alter von 15 verließ er die Schule und machte später eine Ausbildung zum Konditor. Nach dem Wehrdienst arbeitete er auf der Baustelle und begann, in Punkbands zu spielen. Er lebt in einer Waldhütte südlich von Hamburg und in Altona.

## Werk
Rachut beurteilt sein Schaffen nicht als Teil der Unterhaltungsindustrie und vermeidet nach eigenen Angaben mit seinen Projekten die in der Musikbranche gängigen Vermarktungsstrategien. So äußerte er sich 2010 in einem Interview des freien Hamburger Radios FSK bezüglich seiner Band Kommando Sonne-nmilch: „Wir sind nicht drin im Business. [… Dazu] gehören für mich Interviews, Touren und groß in den Zeitungen zu sein. Doch das ist bei uns nicht so, gerade wenn man die lange Zeit anguckt, die wir das schon machen.“

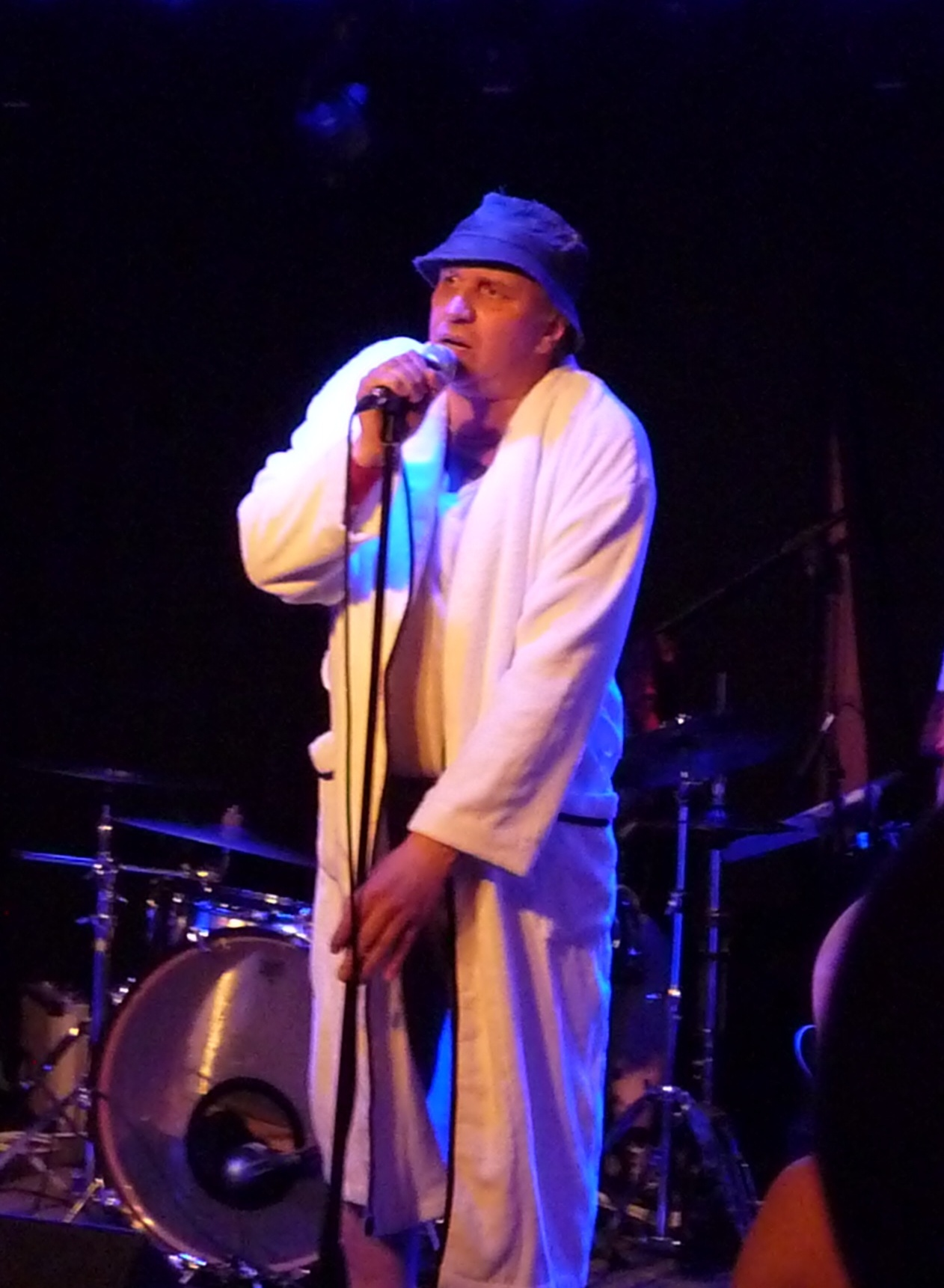
Jens Rachut bei einem Auftritt von Kommando Sonne-nmilch 2010 in Saarbrücken

### Musik
Rachut war Mitbegründer und Sänger der Bands Fickfehler (ab 1979), Angeschissen (1984–1988), Das Moor (1988), Blumen am Arsch der Hölle (1991–1994), Dackelblut (1994–1999) und Oma Hans (2001–2006). Von 1998 bis 2013 war er Sänger der Band Kommando Sonne-nmilch, die er zunächst unter dem Pseudonym Bernhard Schlauch gemeinsam mit dem sich damals Hartmut Jawuräk nennenden Stereo-Total-Musiker Brezel Göring (bürgerlich: Hartmut Richard Friedrich Ziegler) gründete. 2011 veröffentlichte Rachut gemeinsam mit Mense Reents, Thomas Wenzel und Leatherface-Frontmann Frankie Stubbs unter dem Projektnamen N.R.F.B die EP Nuclear Raped Fuck Bomb. 2013 gründete Rachut die Band Alte Sau, die im selben Jahr ihr erstes und 2016 ihr zweites Album veröffentlichte. Die Band verzichtet auf Gitarre und Bass und kommt lediglich mit einer Heimorgel und einem rudimentären Schlagzeug aus. Mit der Band Ratttengold spielt er seit 2014 live Songs seiner vorherigen Bands. Zusammen mit den Musikern Frank Otto und Markus Brengartner, die in den Bands Ten Volt Shock, Kurt und YASS aktiv sind, gründet er 2019 ein neues Projekt namens Maulgruppe, das bislang zwei Studioalben veröffentlicht und mehrere Konzerte gespielt hat.
Als Gastmusiker sang Rachut 2001 in dem Stück Der Mann der mit der Luft schimpft auf dem Album Schafott zum Fahrstuhl der Band Die Goldenen Zitronen. Er war Anfang der 1990er Jahre bereits als Roadie der Band tätig gewesen. Auch das Stück Das hat nichts zu tun mit Kunst auf dem 1994 von der Band veröffentlichten Album Das bißchen Totschlag bezieht sich auf ihn. Weitere Gastbeiträge Rachuts finden sich auf dem 2005 von der Band Oiro veröffentlichten Album Als was geht Gott an Karneval? sowie auf dem Album Lieder sind Brüder der Revolution der Band Dÿse von 2009.

### Hörspiele
Rachut veröffentlicht neben seiner Musik auch Hörspiele: Zwischen 2007 und 2008 erschien seine Trilogie Der Seuchenprinz, bei der als Sprecher u. a. die Schauspieler Laura Tonke, Daniel Lommatzsch und Josef Ostendorf mitwirkten. 2011 produzierte er gemeinsam mit dem Hamburger Musiker Jonas Landerschier, Musiker der Begleitbands von Jan Delay und Rocko Schamoni das Hörspiel Gott in der Falle, u. a. mit Martin Wuttke als Sprecher. Mit ihm arbeitete Rachut auch bei vielen Folgeprojekten zusammen, die für den Westdeutschen Rundfunk entstanden:
- 2012: Schwesternmilch
- 2013: Herzinfarkt (u. a. mit Bela B von Die Ärzte)
- 2014: Da oben ist es voll[18]
- 2016: Hexensucht (u. a. mit Susanne Wolff und Jörg Pohl)
- 2017: Moorsonate[19]
- 2020: Die Königin von Polen[20]
- 2022: 40 Tage Regen[21]

Bei diesen Hörspiel-Projekten übernahm Peta Devlin die technische Produktion, Thomas Wenzel komponierte die Musiken. 

### Theater
Als Schauspieler trat Rachut an der Volksbühne Berlin, am Schauspielhaus Zürich, am Schauspielhaus Hannover und am Hamburger Schauspielhaus auf und spielte unter anderem in Inszenierungen Schorsch Kameruns und Jacques Palmingers. Palminger hatte unter seinem bürgerlichen Namen Heiner Ebber bereits als Schlagzeuger von Dackelblut mit Rachut zusammengearbeitet.

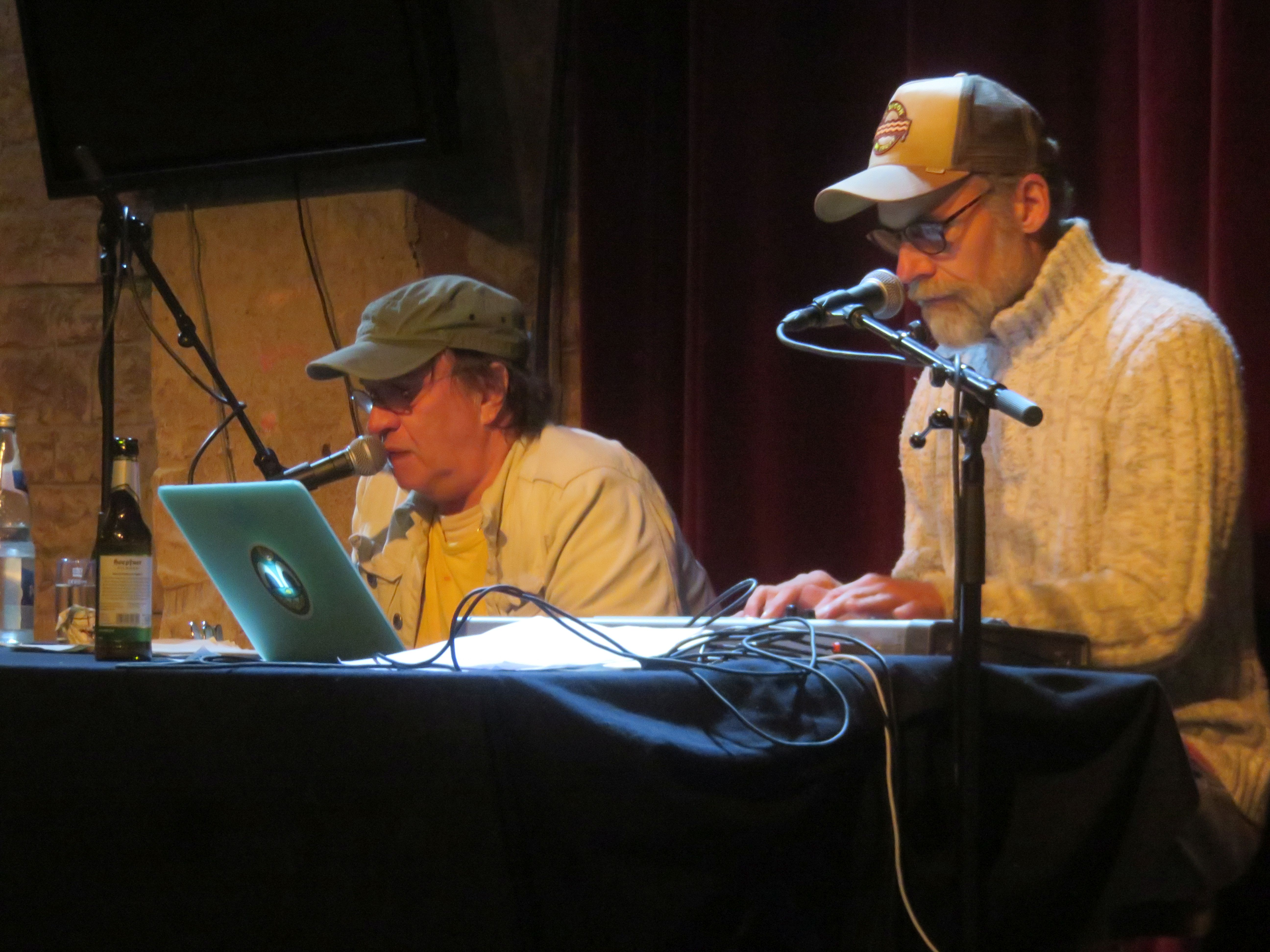
Jens Rachut (li.) während einer musikalischen Lesung mit Keyboarder Thomas Wenzel (2021)

### Lesungen
Zwischen 2010 und 2011 trat Rachut gemeinsam mit anderen Schauspielern (unter anderem Lisa Hagmeister, Daniel Lommatsch und Jörg Pohl) unter musikalischer Begleitung Jonas Landerschiers im Rahmen einiger Lesungen unter dem Titel Schwerverletzter Donner auf.

### Film und Fernsehen
- 2007 als Gustaf in Hölle Hamburg, Regie: Peter Ott
- Jens Rachut spielte 2012 in der Fernsehserie Mord mit Aussicht (Die Saat des Bösen, Folge 21, 2. Staffel) die Figur Herr Rösser.
- In der Serie Der Tatortreiniger (Angehörige, Folge 4 der 2. Staffel) spielte er einen Herrn mit Frettchen.

## Diskografie
mit Angeschissen
mit Das Moor
- 1991: Angeschissen/Das Moor (Split-LP zusammen mit Angeschissen, Buback)

mit Blumen am Arsch der Hölle
mit Dackelblut
mit Kommando Sonne-nmilch
mit Oma Hans
mit N.R.F.B
mit Alte Sau
mit Maulgruppe
- 2019: Tiere in Tschernobyl (Major Label)
- 2021: Hitsignale (Major Label)

als Jens Rachut & Jonas Landerschier
- 2011: Die Falle: Gott (Spoken Word/Hörbuch, Major Label)
- 2013: Blinder Mond (Spoken Word/Hörbuch, Major Label)

als Jens Rachut
- 2007–2008: Der Seuchenprinz (3 CDs, Spoken Word/Hörbuch, Major Label)
- 2015: Herzinfarkt (Spoken Word/Hörbuch, Major Label)

## Videos (alle mit Dackelblut)
- 1996: Live im Størtebeker am 6.10.95, 35 min. (VHS, Schiffen)
- 2002: Der Taucher mit dem Anorak. Musikfilm (VHS, Eigenveröffentlichung)

## Veröffentlichungen
- Der mit der Luft schimpft. Ventil Verlag, Mainz 2020, ISBN 978-3-95575-134-0.